# Appeasement-Politik

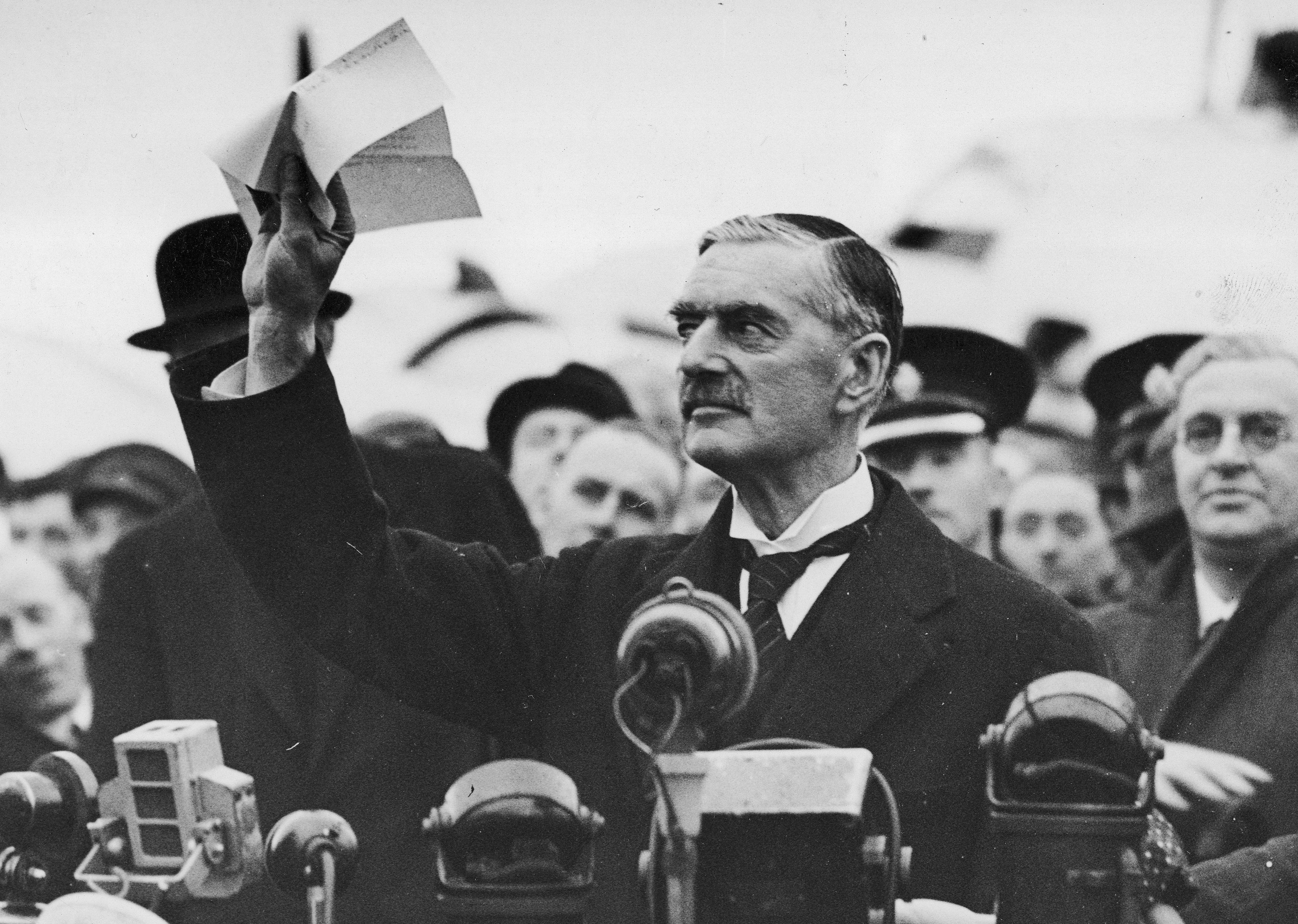
Der britische Premierminister Neville Chamberlain zeigt unmittelbar nach seiner Rückkehr aus München auf dem Flughafen Heston bei London die mit NS-Deutschland getroffene Vereinbarung (30. September 1938)

Appeasement-Politik (von englisch to appease, französisch apaiser, ‚besänftigen‘, ‚beschwichtigen‘, ‚beruhigen‘; auch Beschwichtigungspolitik genannt) bezeichnet eine Politik der Zugeständnisse, der Zurückhaltung, der Beschwichtigung und des Entgegenkommens gegenüber Aggressionen zur Vermeidung eines Krieges. Die Politik der britischen Regierung unter Neville Chamberlain gegenüber dem nationalsozialistischen Deutschland ab 1933 wird so bezeichnet, womit eine negative Bewertung verbunden ist. Seit dem Zweiten Weltkrieg hat der Begriff eine ausschließlich negative Bedeutung. Er ist ein politisches Schlagwort, mit dem eine Politik ständigen Nachgebens gegenüber Diktatoren, besonders gegenüber totalitären Staaten, bezeichnet wird.

## Appeasement-Politik im europäischen Kontext
Das „Appeasement“, wie es in den 1930er Jahren von britischen und französischen Politikern, vor allem von Neville Chamberlain, betrieben wurde, bedeutete buchstäblich „Befriedung“. Es ging davon aus, dass es in einem unvertrauten fremden Regime „Falken“ und „Tauben“ im politischen Establishment gebe, die miteinander im Wettbewerb stünden. Man könne die Tauben vor allem durch Zugeständnisse im wirtschaftlichen Bereich stärken. In Deutschland dachte man dabei an den Reichswirtschaftsminister Hjalmar Schacht oder an den preußischen Ministerpräsidenten Hermann Göring. Mit einem politischen Konfrontationskurs dagegen würde man die Position von Falken wie Reichsminister des Auswärtigen Joachim Ribbentrop oder von Reichspropagandaminister Joseph Goebbels stärken.
Im engeren Sinne steht der Begriff für die heute negativ bewertete Politik (policy of appeasement) des britischen Premierministers Neville Chamberlain und einer Gruppe britischer Politiker, der sogenannten Cliveden-Clique, die 1938 im Münchner Abkommen die Eingliederung des Sudetenlandes in das Deutsche Reich toleriert hatten, um einen Krieg in Europa abzuwenden. Damit führte Chamberlain die Außenpolitik seiner Amtsvorgänger Ramsay MacDonald und Stanley Baldwin fort. MacDonald hatte schon auf der Konferenz von Lausanne 1932 die Franzosen gedrängt, den deutschen Forderungen nach einer Revision des Versailler Vertrags nachzugeben, und gilt daher als „Vater“ der Appeasement-Politik.
Eines der wichtigsten Ziele der Appeasement-Politik war ein kollektives, vertraglich vereinbartes Sicherheitssystem der europäischen Staaten, das auf der Grundlage des Völkerbunds oder anderer internationaler Verträge geschaffen werden sollte. Zu den Verteidigern der Appeasement-Politik zählten daher auch Vertreter des europäischen Föderalismus wie Philipp Kerr.

### Hitlers Außenpolitik und Großbritanniens Haltung
Schon unmittelbar nach Inkrafttreten des Versailler Vertrages als Folge der Niederlage im Ersten Weltkrieg begehrten fast alle politischen Kräfte des Deutschen Reiches dessen Revision, da die auferlegten Beschränkungen als zu hart beurteilt wurden. Adolf Hitler brach nach seiner „Machtergreifung“ in Deutschland wesentliche Bestandteile des Vertrages, beispielsweise durch die Aufrüstung, den Einmarsch ins entmilitarisierte Rheinland und die Einführung der allgemeinen Wehrpflicht. Die Regierung Großbritanniens zeigte teilweise Verständnis für diese Politik. Das Land befand sich damals in einer schweren Wirtschaftskrise und war zu keinem Krieg bereit, dem sich auch die britischen Kolonien zu diesem Zeitpunkt verweigert hätten. Die Kriegsmüdigkeit der Öffentlichkeit kommt in einem Ausspruch König Georgs V. zum Ausdruck, der gesagt haben soll, dass er eher abdanken und auf dem Trafalgar Square „The Red Flag“ („Die rote Fahne“) singen würde, als seinem Land zuzumuten, noch einmal einen Krieg wie in den Jahren 1914–1918 durchzumachen.
Großbritannien war also zu weitgehenden Zugeständnissen an Hitler bereit; insbesondere wollte es hinnehmen, dass Deutschland zur Hegemonialmacht in Mitteleuropa aufstieg, allerdings unter der Bedingung, dass es sich in internationale Verträge einbinden ließ. Großbritannien erhöhte aber seine Rüstungsausgaben.

### Sudetenkrise und Münchener Abkommen
Großbritannien protestierte nicht gegen den „Anschluss“ Österreichs, weil es diesen wegen der mangelnden Gegenwehr als interne Angelegenheit des Deutschen Reiches und Österreichs betrachtete. Erst als Hitler die Sudetenkrise herbeiführte und damit drohte, das Sudetenland (Gebiete der Tschechoslowakei, die mehrheitlich von Deutschen bewohnt waren und nach dem Ersten Weltkrieg von Österreich abgetrennt wurden) zu besetzen, schien der Krieg unvermeidlich. Doch auf einer internationalen Konferenz in München Ende September 1938 gaben die Westmächte Großbritannien und Frankreich auch unter dem Aspekt, dass sie selbst noch nicht kriegsbereit waren, nach und schlossen mit Hitler das Münchner Abkommen, das ihm die Annexion der sudetendeutschen Gebiete erlaubte. Man war in London der Ansicht, es sei nur gerecht, wenn Sudetendeutsche und Österreicher es wünschten, ihnen im Sinne des Selbstbestimmungsrechts der Völker die Möglichkeit zu geben, dem Deutschen Reich beizutreten, wie auch im Sinne des Versailler Vertrages den Polen und Tschechen ermöglicht worden war, über ihre Staatszugehörigkeit selbst zu befinden.

### „Peace for our time!“

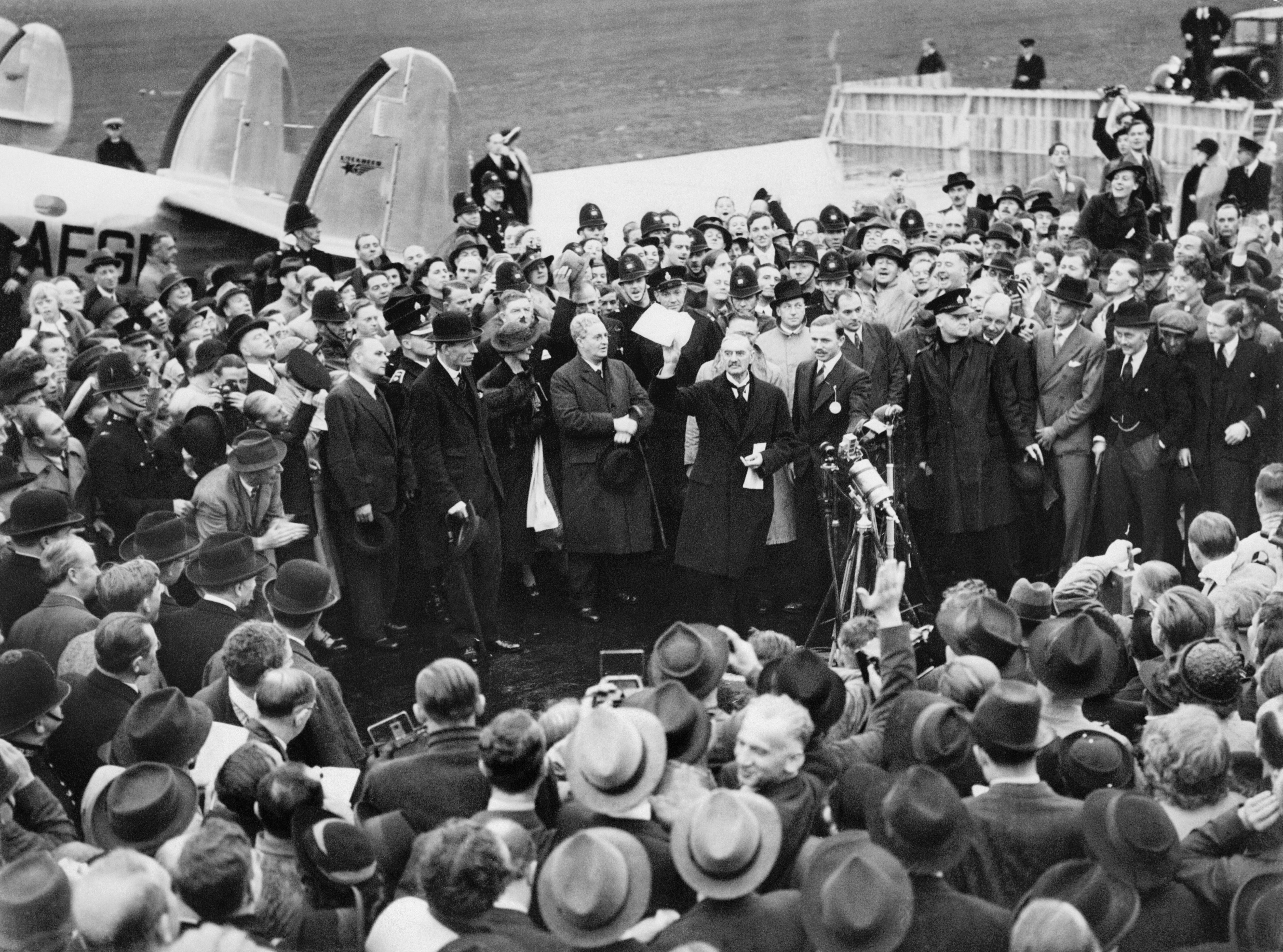
Chamberlain mit dem Text des Münchner Abkommens, Flughafen Heston, 30. September 1938

Chamberlain kam aus München zurück in der Meinung, er habe den Frieden auf absehbare Zeit gesichert. Nach seiner Rückkehr erklärte er (in einer Reminiszenz an Benjamin Disraeli nach dem Berliner Kongreß 1878) am 30. September 1938 stolz, er habe einen ehrenvollen Frieden mitgebracht: „Ich glaube, es ist der Friede für unsere Zeit. […] Nun gehen Sie nach Hause und schlafen Sie ruhig und gut.“ Diese Haltung wurde nicht von allen Briten geteilt. Bei der Debatte im Unterhaus wurde der Premierminister am 3. Oktober von wütenden Zwischenrufen unterbrochen, er solle sich schämen. Chamberlain verteidigte die Preisgabe der Tschechoslowakei, dieser „kleinen und ritterlichen Nation“, der er sein Mitleid aussprach, mit einem höheren Ziel:

„Seit ich mein derzeitiges Amt übernahm, war es mein wichtigstes Ziel, Europa echten Frieden zu bringen, die Verdächtigungen und Animositäten zu beseitigen, die so lange die Atmosphäre vergifteten. Der Pfad, der zu einer Beruhigung führt, ist lang und voller Hindernisse. Das Problem der Tschechoslowakei ist das jüngste und vielleicht das gefährlichste. Nun, da wir es überwunden haben, meine ich, dass es möglich sein sollte, weitere Fortschritte zu machen auf dem Weg der Gesundung und der Vernunft.“

Mit dem Münchner Abkommen war der Friede aber keineswegs gesichert. Chamberlain wurde von Lord Halifax und Roosevelt gedrängt, seine Appeasement-Politik aufzugeben. Nachdem die Wehrmacht am 15. März 1939 ohne Rücksprache mit den Garantiemächten des Münchener Abkommens das Staatsgebiet der Tschecho-Slowakischen Republik besetzt hatte, gab Chamberlain am 31. März 1939 im Unterhaus auch im Namen der französischen Regierung eine Garantieerklärung für die Unabhängigkeit Polens ab. Am 19. April wurde diese Garantie auch auf Rumänien und Griechenland ausgedehnt. Damit war die Appeasement-Politik Chamberlains offiziell beendet.
Nach dem deutschen Überfall auf Polen am 1. September 1939 erklärten Frankreich und Großbritannien aufgrund dieser Garantie Deutschland den Krieg. Allerdings hatten die Westmächte durch das Münchner Abkommen Zeit gewonnen, ihrerseits die Aufrüstung für einen kommenden Krieg mit Deutschland zu forcieren. Frankreich half dies vor dem Hintergrund seiner defensiv eingestellten militärischen Führung wenig (siehe Sitzkrieg). Großbritannien war 1940 in der Lage, eine drohende deutsche Invasion abzuwenden. Vor allem Winston Churchill hatte einen Wandel der öffentlichen Meinung bewirkt, sodass die Mehrheit der Briten nunmehr zur äußersten Verteidigung entschlossen war.

### Kritik an der britischen Appeasement-Politik
Der aus heutiger Sicht bekannteste Gegner der Appeasement-Politik war Winston Churchill, der insbesondere in den 1930er Jahren ständig eine Aufrüstung der westlichen Demokratien und insbesondere Großbritanniens forderte und meinte, Appeasement-Politik könne nur aus einer Position der Stärke erfolgen. Anders als vielfach dargestellt trat er bei seiner Kritik bis 1938 stets unter betont regierungsfreundlichen Vorzeichen auf, hob insbesondere seine Loyalität zu Neville Chamberlain heraus (im Februar 1938 beeilte er sich, schon als vierter von über 400 Unterhausabgeordneten eine im Parlament ausliegende Erklärung zu unterschreiben, in der er versicherte, rückhaltlos hinter der Regierung zu stehen). Das Münchener Abkommen nannte er schließlich “a total, unmitigated defeat”, also „eine vollkommene, ungemilderte Niederlage“. Mit seiner Kritik an der Appeasement-Politik war Churchill jedoch keineswegs isoliert; in Politik, Verwaltung, Presse und Militär wurde seine Haltung von vielen geteilt. Weitere bekannte Gegner der britischen Appeasement-Politik waren Alfred Duff Cooper, Anthony Eden, Violet Bonham Carter, Brendan Bracken, Leopold Amery und Harold Macmillan.

## Historische Bewertung

### Vorherrschende Sichtweise in der Ära Churchill
Mit dem Ausbruch des Zweiten Weltkriegs begründete sich die Auffassung, Zugeständnisse würden leicht als Zeichen von Schwäche und als Aufmunterung zu noch weiter gehenden Forderungen interpretiert, wodurch noch schlimmere Folgekonflikte wahrscheinlicher würden. Diese Auffassung ist nicht unumstritten; heute ist bekannt, dass Hitler zu einer Einverleibung des tschechischen Reststaats entschlossen war, während Frankreich und Großbritannien 1938 nicht auf einen neuen Krieg vorbereitet waren.
Dass die Regierung Chamberlain ihre Appeasement-Politik abbrach und Deutschland den Krieg erklärte, kann man als ein Scheitern bewerten. Unabhängig davon verschaffte die Zeit vom Münchner Abkommen 1938 bis zur Luftschlacht um England im Sommer 1940 der Royal Air Force die Möglichkeit, sich so gut vorzubereiten, dass sie unbesiegt aus dieser Luftschlacht hervorging (und Hitler die Operation Seelöwe verwarf). Auch wurde z. B. die Chain Home (eine Kette von Küstenradarstationen) errichtet und in Betrieb genommen. Chamberlain musste am 10. Mai 1940 zurücktreten, als Hitler die Beneluxstaaten und Frankreich angriff. Der Nachfolger von Chamberlain wurde Winston Churchill, zu dessen Kriegskabinett unter anderem auch Mitglieder der Cliveden-Clique wie Lord Halifax gehörten.

### Revision und 'Counter-Revisionistische' Interpretation
Dieser historischen Einschätzung widerspricht teilweise der britische Historiker Frank McDonough, der an die Thesen R.A.C. Parkers (1927–2001) anknüpft. Er richtet dabei seinen Blick auch auf den Einfluss, den die Appeasement-Politik auf die Gesellschaft, Wirtschaft, Massenmedien ebenso wie auf die Gegner der Appeasement-Politik hatte.
McDonough schließt sich zwar der Auffassung an, dass die Appeasement-Politik in den 1930er Jahren wohl die einzige Handlungsmöglichkeit der britischen Regierung war, doch anders als die Revisionisten ist McDonough der Überzeugung, dass Chamberlain diese politische Linie mangelhaft umgesetzt hat: Sie erfolgte McDonough zufolge zu spät und wurde nicht energisch genug, um damit NS-Deutschland und Hitler aufhalten zu können.
Laut McDonough hängt das Scheitern der Appeasement-Politik insbesondere mit Chamberlains Persönlichkeit zusammen (Hang zu Fehleinschätzungen; sein Widerwille, politischen Gegnern zuzuhören bzw. seinem Unwillen, Alternativen in Erwägung zu ziehen). Chamberlain sei ein unflexibler Staatsmann gewesen, der sein Handeln erst dann geändert habe, als ihn äußere Umstände dazu nötigten. McDonough vertritt die These, dass dies den Kriegsverlauf entscheidend beeinflusste – ihm zufolge zogen Großbritannien und Frankreich 1939 im Vergleich zu 1938 militärisch wesentlich schwächer aufgestellt in den Krieg, da beide Länder 1938 Hitler immer noch militärisch überlegen gewesen wären. In kontrafaktischer Spekulation kommt er zu dem Schluss, dass Hitler frühzeitig hätte aufgehalten werden können, doch diese historische Chance sei durch Chamberlains Appeasement-Politik verpasst worden.

### Einschätzungen aus jüngerer Zeit
Laut dem Hamburger Historiker Bernd Jürgen Wendt habe Großbritannien eine Doppelstrategie von „peace and rearmament“ betrieben, dabei aber zu spät und zu unentschlossen aufgerüstet und es versäumt, rechtzeitig ein Bündnis mit Moskau zu suchen, um Hitler von einer Aggression abzuschrecken. Allerdings habe die Regierung Chamberlain gute Gründe für diese letztlich verfehlte Politik gehabt. Sie sei mit einer ganzen Reihe schwerwiegender innerer und äußerer Probleme konfrontiert gewesen, die sie in einer langen Friedensperiode hoffte lösen zu können. Gegenüber der Herausforderung durch drei totalitäre Mächte – neben dem nationalsozialistischen Deutschland auch das faschistische Italien und die Sowjetunion – hätten die britischen Ressourcen nicht ausgereicht, um das Empire zu verteidigen. Daher sei sie gezwungen gewesen, Prioritäten zu setzen. Als der Kontinent, wo Großbritannien die wenigsten Interessen zu verteidigen gehabt habe, sei Europa wahrgenommen worden, weswegen man einen friedlichen Ausgleich mit Deutschland versucht habe. Die Versailler Friedensordnung sei von vielen Entscheidungsträgern ohnehin als ungerecht und überholt wahrgenommen worden, weshalb Hitler auf Verständnis für seine Revisionswünsche stieß, wenn sie nur gewaltfrei und auf diplomatischem Wege vollzogen werden. Dass es Hitler um wesentlich mehr ging als um eine Revision des Versailler Vertrags, nämlich um die Erringung einer Hegemonie auf dem europäischen Kontinent, habe die Regierung Chamberlain aber bis März 1939 verkannt.
Wendt wendete sich gegen eine einseitige Betrachtung der Ereignisse aus einer rein politisch-diplomatischen Sicht und verwies auf die „unlösbare Verzahnung von politischen und wirtschaftlichen Motiven“. Ebenso wendete er sich gegen die „personengebundene Optik“, die in Chamberlain einen „leichtfertigen Appeaser“ und „absonderlichen Einzelgänger“ sah. Für ihn reiste Chamberlain als Vertreter einer konservativ-bürgerlichen Schicht nach München.
Wendt wertete die britischen Unterhausdebatten und die britische Presse zur Zeit des Münchner Abkommens aus, welche nach ihm die wirtschaftlichen Hintergründe des Abkommens aufzeigten. Aus dieser Debatte gehe klar die Verbindung des Münchner Abkommens mit der Handelsrivalität Deutschlands und Englands in Südosteuropa unter dem Schlagwort „Abbau der internationalen Handelshemmnisse“ hervor. In England fürchtete man, dass durch den deutschen „Drang nach Osten“ und ein von Deutschland beherrschtes „Mitteleuropa“, zwei immer in der öffentlichen Debatte im deutschen Original verwendete Schlagwörter, Deutschland nicht nur eine ungeheure Machtstellung erreichen und mit den Rohstoffen Südosteuropas kriegsfähig werden würde. So hatte zum Beispiel der damalige Unterhaus-Abgeordnete Winston Churchill in der München-Debatte vom 3. bis 6. Oktober 1938 geäußert:

„Die Straße das Donautal hinunter zum Schwarzen Meer, die Öl- und Getreidequellen sowie die Straße, die bis in die Türkei führt, sind geöffnet. Faktisch, wenn nicht formal, scheint es mir, dass alle die Länder Mitteleuropas, alle diese Donauländer eines nach dem anderen in Zukunft in dieses ungeheure System politischer Macht – nicht nur militärischer, sondern auch wirtschaftspolitischer Macht –, das von Berlin ausstrahlt, hineingezogen werden.“

Ein weiterer Punkt nach Wendt war die „politisch-geographische Isolierung“ der Länder des Südostens. Dazu führte Churchill am 14. März 1938 nach dem Anschluss Österreichs im Unterhaus aus:

„Wien ist das Zentrum der ganzen Verbindungen aller Länder, die das alte österreich-ungarische Reich bildeten, und aller der Länder, die im Südosten Europas liegen. Eine lange Strecke der Donau ist jetzt in deutschen Händen. Diese Beherrschung Wiens gibt Nazideutschland die militärische und wirtschaftliche Kontrolle über die Gesamtheit der Verbindungen Südosteuropas auf der Straße, zu Wasser und auf der Schiene.“

Nach Wendt ging es Chamberlain in München nach der Friedenssicherung darum, ein von Deutschland beherrschtes „Mitteleuropa“ zu verhindern bzw. sich gewisse Mitspracherechte zu sichern sowie die Basis für eine generelle Absprache über die deutschen und britischen Einflusszonen zu legen, aber eben auch um die Sicherung des britischen Handels in Südosteuropa und die Verhinderung eines Wirtschaftskrieges, den man durch die Konkurrenzunfähigkeit der britischen Schwer-, Schiff- und Baumwollindustrie und die gefürchteten, als „Schacht technique“ bezeichneten Außenhandelsmethoden des deutschen Wirtschaftsminister Hjalmar Schacht zu verlieren drohte. Mithin sollte eine „politische und wirtschaftliche Aussperrung Großbritanniens vom Kontinent“ verhindert werden.
Chamberlain glaubte, die Handelsinteressen Englands wahren zu können und dass es in Südosteuropa „Raum für beide Nationen“ geben könne. Dazu äußerte der deutsche Wirtschaftsminister Walther Funk am 14. Oktober 1938 in Sofia:

„Wir wollen bei allem jedoch nicht den Handel anderer Staaten verdrängen. Die neue Handelsstrasse (gemeint ist der Rhein-Main-Donaukanal) wird dann im Gegenteil auch den Handel des Südostens mit dem anderer west- und nordeuropäischer Staaten steigern.“

Wendt bezweifelte allerdings den Realitätssinn in diesem Glauben Chamberlains.
Die inzwischen fest im politischen Diskurs verwurzelte Argumentation, Zugeständnisse an aggressiv auftretende Gegner würden von diesen als Zeichen von Schwäche und Einladung zu weiteren Übergriffen interpretiert, wurde vom US-amerikanischen Sicherheitsexperten Daryl G. Press anhand inzwischen freigegebener Geheimdokumente überprüft und verworfen. Bei Entscheidungen über riskante Aktionen spiele, so Press, das frühere Verhalten des Gegners in ähnlichen Situationen keine entscheidende Rolle; der Fokus richte sich vielmehr auf das Kräfteverhältnis der den Parteien aktuell zur Verfügung stehenden Machtmittel und auf das Gewicht der auf dem Spiel stehenden Interessen.

## Begriffsverwendung im politischen Diskurs seit 1945

### Appeasement als Argument
Das offensichtliche Scheitern der Appeasement-Politik 1939 dient immer wieder in unterschiedlichsten Ausgangspositionen als Begründung, wenn es darum geht, ein schärferes Vorgehen gegen einen „Feind“ zu fordern oder einen Präventivkrieg zu rechtfertigen.
In der Bundesrepublik der 1970er und 1980er Jahre verglichen konservative Kommentatoren damit die neue Ostpolitik der sozialliberalen Koalition und später das Verhalten der Friedensbewegung gegenüber der Sowjetunion. Am 24. Februar 1972 verwies etwa der CSU-Vorsitzende Franz Josef Strauß im Deutschen Bundestag im Zusammenhang mit dem Moskauer Vertrag auf das Münchner Abkommen, das die Welt dem Zweiten Weltkrieg näher gebracht habe. Deutschland habe diesen Krieg verschuldet und habe bereits viel dafür bezahlt: „Aber das Recht auf Selbstbestimmung der Nation und Freiheit der Menschen ist und darf nie ein Teil des Kaufpreises sein.“
In der DDR hingegen diente sie als Vorwurf gegenüber westlichen Politikern, Alt- und Neonazis zu sehr entgegenzukommen.
Das Argument tauchte auch im Falklandkrieg (1982) und vor dem Zweiten Golfkrieg (1990), dem Kosovokrieg (1999) und im Irakkrieg (2003) auf. Es wird außerdem im Zusammenhang mit dem sogenannten Kampf der Kulturen geäußert.

### Appeasement gegenüber dem Islamismus
Seit den Terroranschlägen am 11. September 2001 wird der westlichen Weltgemeinschaft immer wieder Appeasement-Politik gegenüber dem Islamismus vorgeworfen. Der Journalist Henryk M. Broder plädiert in seinem 2006 erschienenen Buch Hurra, wir kapitulieren! Von der Lust am Einknicken für die nachdrückliche Verteidigung der Meinungsfreiheit und die einschränkungslose Verurteilung von islamistischen Anschlägen und wendet sich gegen das in seinen Augen falsche öffentliche Bild von den Islamisten. Broder spricht im Zusammenhang mit dem seiner Meinung nach zu nachsichtigen Umgang mit islamischen Immigranten in Deutschland von „Inländerfeindlichkeit“: Ein neues Phänomen sei, „dass ein Teil der Migranten die Gesellschaft verachtet, in die er gekommen ist.“ Der muslimische Politikwissenschaftler und Historiker Hamed Abdel-Samad kritisiert eine Appeasement-Politik gegenüber dem Islamismus, während gleichzeitig aber Ängste der Bevölkerung vor dem Islam aus der politischen Debatte ausgeblendet würden – erst dieses Verhalten schlage in der deutschen Bevölkerung in Ressentiments um. Bundeskanzlerin Merkel nutzte diesen Begriff anlässlich der Münchener Konferenz für Sicherheit im Februar 2006, um vor einem fehlerhaften Umgang mit dem Iran zu warnen.

### Appeasement gegenüber Russland
Vor dem russischen Überfall auf die Ukraine am 24. Februar 2022 wurde „Russlandverstehern“ vorgeworfen, sie betrieben oder unterstützten eine Appeasement-Politik gegenüber Russland, indem sie Verständnis für dessen aggressive, völkerrechtswidrige Politik zeigten.